# John Carter (film)
Pour les articles homonymes, voir John Carter et Carter.
Pour plus de détails, voir Fiche technique et Distribution.
John Carter est un film de science-fiction américain coécrit et réalisé par Andrew Stanton, sorti en 2012. Il s'agit d'une libre adaptation du roman Une princesse de Mars de l'auteur américain Edgar Rice Burroughs, paru en 1917.

## Synopsis
La planète Mars, qui se nomme en réalité Barsoom, est loin d'être dépourvue de vie. Cependant, les affrontements entre les différents peuples qui y vivent la mènent progressivement au déclin. Les martiens rouges, d'apparence très proche des humains, sont divisés en nations rivales. Parmi elles, la cité guerrière itinérante de Zodanga ravage les autres nations les unes après les autres. Seule la cité d'Helium lui résiste encore. Un jour, le vaisseau volant de Sab Than, roi de Zodanga, se perd dans une tempête de sable où il est pris en chasse par deux vaisseaux héliumites, mais sauvé in extremis par trois mystérieux moines dotés de pouvoirs surnaturels, qui se présentent comme des Therns, au service de la déesse Issus. Les Therns offrent à Sab Than le contrôle du Neuvième rayon, une technologie aux pouvoirs colossaux. Zodanga peut alors reprendre le dessus dans le conflit en cours.
Sur Terre, le récit commence lorsque le jeune Edgar Rice Burroughs arrive au manoir de son oncle John Carter, un aventurier notoire qu'il aimait beaucoup, et apprend son décès brutal. Il ne peut pas voir le corps : Carter a demandé à être enterré dans un cercueil ouvert, dans un tombeau scellé de l'intérieur. Le notaire remet à Burroughs le journal intime de Carter, qu'il est le seul à avoir le droit de lire. Burroughs découvre une note laissée à son attention par son oncle, qui le prie de lire avec attention l'aventure en apparence incroyable qu'il relate dans le journal. Le journal commence à l'époque où Carter, ancien officier sudiste de la guerre de Sécession, mène une vie solitaire en tant que prospecteur d'or sans le sou. Un jour, un officier de la cavalerie des États-Unis, Powell, vient le trouver et tente de le convaincre de s'engager à nouveau pour lutter contre les Indiens, mais Carter refuse. Capturé et mis aux fers, il s'échappe à cheval, poursuivi par Powell et ses hommes. Une rencontre imprévue avec des Apaches aboutit au massacre des hommes de Powell, qui est gravement blessé et que Carter, par compassion, aide à échapper aux Indiens. Tous deux se réfugient à l'entrée d'une grotte surmontée d'un symbole, où les Indiens, apeurés, renoncent à les poursuivre. En s'aventurant à l'intérieur de la grotte, Carter découvre une cavité dans laquelle de l'or est visible sur les parois. Il y est surpris par un moine (un Thern) qui tente de le poignarder mais qu'il parvient à tuer. En touchant le médaillon du Thern au moment où celui-ci tente de s'en servir, Carter se trouve brutalement téléporté et perd conscience.
Carter se réveille dans un étrange désert. En tentant de se lever, il constate que la gravité y est plus faible ; après de nombreuses chutes, il se rend compte qu'il peut mettre à profit cette différence pour faire des bonds extraordinaires. En approchant des montagnes, Carter découvre une sorte de couveuse où des œufs contenant des humanoïdes verts sont en train d'éclore. Désorienté, il se cache en voyant approcher des humanoïdes verts à quatre bras (ce sont des Tharks, des martiens verts), mais finit capturé et emmené dans leur ville. Il y est adopté par une Thark, Sola, et placé sous la protection du Jeddak (roi) des Tharks, Tars Tarkas. Le rite d'initiation natal des Tharks, que subit Carter, lui permet de comprendre leur langue.
Pendant ce temps, Sab Than de Zodanga, doté des pouvoirs du Neuvième rayon et conseillé de près par les Therns qui lui dictent la stratégie à suivre, a écrasé l'armée d'Helium et proposé une réconciliation dont la condition est son mariage avec la princesse d'Helium, Dejah Thoris. Celle-ci est une scientifique de renom et a presque réussi à comprendre le fonctionnement du Neuvième rayon, mais un agent Thern, déguisé, sabote sa machine. Refusant le mariage forcé, Dejah Thoris s'échappe à bord d'un vaisseau volant. Elle est interceptée par des vaisseaux de Zodanga tout près de la ville thark où se trouve Carter. Carter l'aperçoit et la sauve d'une chute mortelle. Tous deux parviennent à retourner l'issue du combat, aidés par les Tharks qui pillent ensuite les épaves des vaisseaux et font Dejah prisonnière. Tars Tarkas, impressionné par les talents de combattant de Carter, fait de lui son Dotar Sojat (ce qui signifie « ses bras droits », les Tharks ayant quatre bras). En discutant avec la princesse, Carter comprend enfin où il se trouve : il est sur Mars (Barsoom), et explique à la princesse qu'il vient de la Terre, que les Martiens nomment Jasoom. La princesse reste sceptique, mais Carter lui parle du médaillon et du moine. Dejah Thoris et Carter, suivis par Sola, s'échappent avec la complicité de Tars Tarkas et font route vers le sanctuaire d'Issus où la princesse dit que Carter trouvera un moyen de retourner sur Terre. Elle tente en réalité de l'emmener à Helium et de le convaincre de se battre à ses côtés contre Zodanga, mais Carter, prévenu par Sola, force Dejah à les emmener réellement au sanctuaire. Là, ils découvrent une machinerie complexe fonctionnant à l'aide du Neuvième rayon, et commencent à comprendre comment Carter s'est retrouvé sur Barsoom : Carter n'est peut-être qu'une copie de lui-même envoyé sur Mars à travers l'espace. Dejah, Carter et Sola sont interrompus par l'attaque des Warhoons, autre tribu de martiens verts, menés par Matai Shang, le chef des Therns. Carter couvre la retraite de la princesse et de Sola et se défend héroïquement contre les Warhoons.
Dejah Thoris est retrouvée par le vaisseau de son père, seulement pour découvrir que Sab Than s'est livré seul aux Héliumites, toujours porteur de sa proposition de mariage. Dejah accepte à regret. Retiré d'un monceau de cadavres, Carter se réveille à Zodanga, où il est contacté par Kantos Khan, un agent de la princesse. Celle-ci lui donne le médaillon de Sab Than et explique qu'elle a pu déchiffrer les inscriptions du sanctuaire d'Issus : elle lui indique la formule de téléportation, peu avant qu'ils ne soient interrompus par des visiteurs. Dejah, persuadée que Carter est retourné sur Terre, presse la cérémonie du mariage. Mais Carter est toujours sur Barsoom : il est capturé par le Thern Matai Shang, qui veut en apprendre plus sur lui. Matai Shang explique à Carter que les Therns ne sont pas des moines au service d'Issus, mais un peuple à part entière, capable de voyager dans l'espace, et qui prend plaisir à manipuler les peuples locaux, semant discorde et destruction qui épuisent peu à peu les ressources naturelles des planètes. Les Therns sont rendus redoutables par leur technologie qui leur permet de prendre l'apparence de n'importe qui. Shang révèle que le mariage n'est qu'un piège : l'armée de Zodanga, massée aux portes d'Helium, prendra la contrôle de la cité et la princesse sera tuée. Carter parvient à échapper à Shang et retourne chez les Tharks, où il découvre qu'un rival de Tars Tarkas est devenu Jeddak. Capturé et livré à deux grands singes blancs dans une arène en même temps que Tars Tarkas et Sola, Carter vainc les deux monstres, puis provoque et tue en duel le rival, s'assurant ainsi l'admiration et le soutien des Tharks, qu'il persuade alors de s'allier aux Héliumites. L'armée thark fait route vers Zodanga pour interrompre la cérémonie du mariage, qui ne se trouve finalement pas sur Zodanga mais à Hélium, prit de court, John Carter décide de voler jusqu'à la cité, où il arrive juste à temps. Frustré de ses noces, Sab Than déclenche alors son plan. Mais l'armée thark alliée aux Héliumites finissent par vaincre ceux de Zodanga. Pendant ce temps, Carter a fort à faire avec Matai Shang qui va jusqu'à emprunter son apparence pour tenter de dérober le médaillon, mais doit finalement fuir. Devant les Héliumites et les Tharks victorieux, Carter demande et obtient la main de Dejah Thoris. Après la nuit de noces, peu avant l'aube, Carter jette au loin son médaillon, décidé à rester sur Mars pour toujours… mais il est surpris par Matai Shang qui le renvoie sur Terre. Carter se réveille dans la grotte où il découvre le cadavre de Powell. Il est alors privé de tout moyen de retourner sur Mars. Pendant dix ans, il cherche les traces de la présence des Therns sur Terre et le moyen d'obtenir un médaillon de téléportation. Après dix ans de recherches vaines, il finit par en trouver un et simule alors sa mort pour pouvoir retourner sur Mars tandis que son corps reposera en sécurité dans le tombeau.
Le journal de Carter s'achève sur un avertissement à Burroughs : les Therns sont partout et ils tenteront de s'en prendre au corps de Carter, voire à Burroughs lui-même. Burroughs, affolé, se précipite jusqu'au tombeau, et finit par découvrir le mécanisme secret de la porte. À ce moment, Shang déguisé, sort de l'ombre et tente de le poignarder, mais est tué d'une balle dans le dos par Carter, qui n'était pas dans le tombeau. Le journal mentait : Carter n'avait jamais trouvé de médaillon et la fin du journal était un stratagème pour amener un Thern à se découvrir. Carter s'empare du médaillon du Thern, et confiant son corps à la garde de Burroughs, prononce la formule qui le fait retourner sur Mars. Il est à présent John Carter de Mars.

## Fiche technique
- Titre original : John Carter
- Titre français : John Carter
- Réalisation : Andrew Stanton
- Scénario : Andrew Stanton, Mark Andrews et Michael Chabon, d'après le roman d'Une princesse de Mars d'Edgar Rice Burroughs
- Direction artistique : David Allday, James Hambidge et Naaman Marshall
- Décors : Nathan Crowley
- Costumes : Mayes C. Rubeo
- Photographie : Daniel Mindel
- Montage : Eric Zumbrunnen
- Musique : Michael Giacchino
- Production : Jim Morris, Lindsey Collins et Colin Wilson (en)
- Société de production : Walt Disney Pictures
- Société de distribution : Walt Disney Studios Distribution
- Budget : 250 000 000 $
- Pays de production :  États-Unis
- Langue originale : anglais
- Format : couleurs - 2.35:1 - 35 mm - son Dolby numérique
- Genre : Science-fiction, fantasy et action
- Durée : 133 minutes
- Dates de sortie :
  - Belgique, Italie, France : 7 mars 2012 en Digital 3D et IMAX 3D
  - Canada, États-Unis : 9 mars 2012 en Digital 3D et IMAX 3D
- Classification : 
  - France : Tous publics

## Distribution

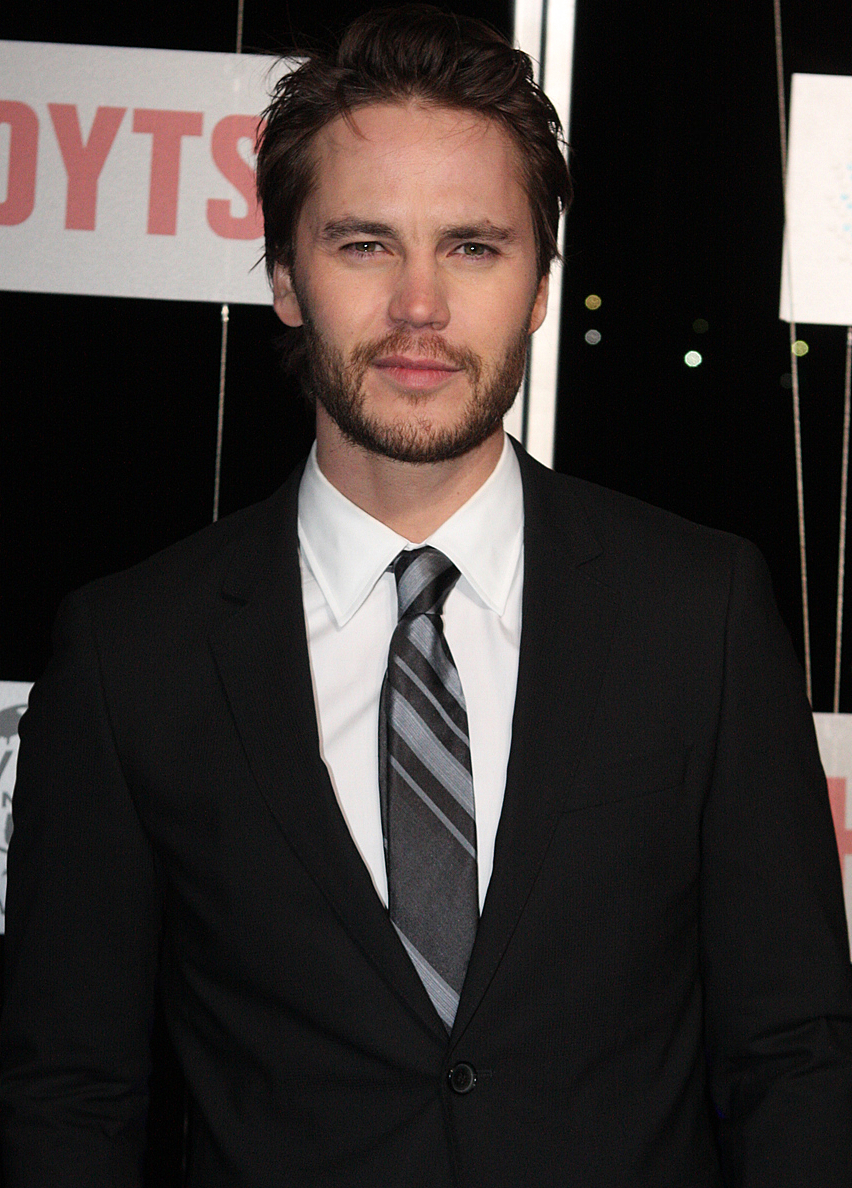
L'acteur Taylor Kitsch en 2012.

- Taylor Kitsch (VF : Rémi Bichet[1] et VQ : Martin Watier[2]) : John Carter
- Lynn Collins (VF : Stéphanie Lafforgue et VQ : Aline Pinsonneault) : Dejah Thoris
- Samantha Morton (VF : Véronique Soufflet et VQ : Ariane-Li Simard-Côté)  : Sola
- Willem Dafoe (VF : Stefan Godin et VQ : Sylvain Hétu) : Tars Tarkas
- Thomas Haden Church (VF : Patrick Bethune et VQ : Benoît Rousseau)  : Tal Hajus
- Mark Strong (VF : Pascal Germain et VQ : James Hyndman) : Matai Shang
- Eileen Page (VF : Nicole Favart) : Matai Shang (transformation)
- Ciarán Hinds (VF : Philippe Catoire et VQ : Denis Gravereaux) : Tardos Mors
- Dominic West (VF : Joël Zaffarano et VQ : Gilbert Lachance) : Sab Than
- James Purefoy (VF : Lionel Tua et VQ : Daniel Picard) : Kantos Kan
- Bryan Cranston (VF : Patrick Raynal et VQ : Jacques Lavallée) : Powell
- Polly Walker (VF : Juliette Degenne et VQ : Valérie Gagné) : Sarkoja
- Daryl Sabara (VF : Brice Ournac et VQ : Xavier Dolan) : Edgar Rice Burroughs
- Nicholas Woodeson :  Dalton
- Rupert Frazer (VF : Michel Prud'homme) : Thompson
- Philip Philmar : un Thern
- Don Stark (VF : Patrick Borg) : Dix
- Josh Daugherty : un bagarreur
- David Schwimmer : un jeune guerrier Thark
- Jon Favreau : bookmaker Thark
- Myriam Acharki (VF : Anne Rondeleux) : prêtresse
- Art Malik : le général Zodangan

## Production
De nombreuses tentatives d'adaptation du Cycle de Mars d'Edgar Rice Burroughs ont eu lieu tout au long du XXe siècle. Dans les années 30, l'animateur Bob Clampett doit en réaliser un dessin animé, assisté par Chuck Jones, mais le projet n'aboutit pas. L'animateur et technicien d'effets spéciaux Ray Harryhausen essaie également de l'adapter dans les années 50. Disney rachète les droits et monte un projet au tournant des années 90, avec Tom Cruise en tête d'affiche et John McTiernan à la réalisation. Une fois de plus, l'adaptation est avortée. Plusieurs cinéastes s'y essaient après l'an 2000 : Kerry Conran, Jon Favreau et Robert Rodriguez, en vain... Ayant découvert l'univers de Burroughs par les bande dessinées Marvel dans sa jeunesse, Andrew Stanton parvient à lancer sa propre version en 2009. Le scénariste et réalisateur du studio Pixar vient alors d'enchaîner les succès du Monde de Nemo et de WALL-E. Il s'agit de son premier film en prises de vue réelles. John Carter finit par sortir en 2012, un siècle après la publication du premier roman de la série.
Une autre adaptation des romans, Les Chroniques de Mars, sort directement en DVD en 2010.

### Tournage
Le tournage du film a débuté aux Longcross Studios, au Royaume-Uni en janvier 2010 et s'est achevé en juillet 2010 à Kanab dans l'Utah,. D'autres lieux de l'Utah ont été utilisés comme le Lac Powell et les comtés de Grand, Wayne, et Kane,. Un mois supplémentaire de tournage a été fait à Playa Vista à Los Angeles.
Durant sa production, le titre du film est John Carter de Mars mais à la suite de l'échec de Milo sur Mars et pour ne pas rebuter le public féminin, la mention de Mars a été supprimée. Des mois avant la sortie, le film est victime de rumeurs prédisant un désastre commercial et d'une presse négative.

### Bande originale
La musique du film est composée par Michael Giacchino, qui s'était fait connaître par son travail pour les séries et films de J. J. Abrams, dont Lost : Les Disparus, Mission impossible 3 et Star Trek, et plusieurs films Pixar comme Ratatouille et Là-haut. Il s'agit d'une musique orchestrale symphonique. La bande originale du film est éditée en CD par Walt Disney Records quelques jours avant la sortie du film.
La bande originale de John Carter reçoit d'excellentes critiques aux États-Unis. Le site américain Examiner.com lui donne cinq étoiles sur cinq et la considère comme la meilleure du compositeur depuis celle de Star Trek. Film Music Magazine lui donne la note maximale (A) et rapproche élogieusement Michael Giacchino de John Williams. En Grande-Bretagne, le critique de musiques de films Jonathan Broxton donne à l'album la note de 4,5 sur 5. En France, Olivier Desbrosses, dans le magazine en ligne UnderScores consacré aux musiques de films, confère à l'album la note maximale et indique : « John Carter est probablement la partition la plus mature et la plus assurée de la (relative) jeune carrière du musicien. Et quand on connaît le niveau de qualité habituel de ses compositions, on ne peut que se dire, à l’écoute de celle-ci, que Michael Giacchino a cette fois placé la barre très haut. »
| 1.  | A Thern for the Worse                        | 7:38 |
| 2.  | Get Carter                                   | 4:25 |
| 3.  | Gravity of the Situation                     | 1:20 |
| 4.  | Thark Side of Barsoom                        | 2:55 |
| 5.  | Sab Than Pursues the Princess                | 5:33 |
| 6.  | The Temple of Issus                          | 3:24 |
| 7.  | Zodanga Happened                             | 4:01 |
| 8.  | The Blue Light Special                       | 4:11 |
| 9.  | Carter They Come, Carter They Fall           | 3:55 |
| 10. | A Change of Heart                            | 3:04 |
| 11. | A Thern Warning                              | 4:04 |
| 12. | The Second Biggest Apes I've Seen This Month | 2:35 |
| 13. | The Right of Challenge                       | 2:22 |
| 14. | The Prize Is Barsoom                         | 4:29 |
| 15. | The Fight for Helium                         | 4:22 |
| 16. | Not Quite Finished                           | 2:06 |
| 17. | Thernabout                                   | 1:18 |
| 18. | Ten Bitter Years                             | 3:12 |
| 19. | John Carter of Mars                          | 8:53 |

## Accueil

### Accueil critique
Aux États-Unis, John Carter reçoit en majorité des critiques mitigées. L'agrégateur Rotten Tomatoes rapporte que 52 % des 235 critiques ont donné un avis positif sur le film, avec une moyenne passable de 5,7/10. L'agrégateur Metacritic donne une note de 51 sur 100 indiquant des « critiques mitigées », basé sur 43 critiques.
En France, John Carter reçoit un accueil légèrement meilleur. Le site Allociné attribue au film une note moyenne de 3,1 sur une échelle de 5, moyenne fondée sur 22 critiques de presse (deux titres lui donnent la note maximale, six une note de 4, six autres une note de 3, sept une note de 2 et un la note de 1 sur 5) et une note de 3,3 pour les spectateurs (7746 notes) . Parmi les critiques les plus favorables, celle de Yann Lebecque dans le magazine spécialisé L'Écran fantastique estime que « John Carter est ce que le space-opera nous a offert de meilleur depuis 1977 et Star Wars » et que le film révèle « une autre facette du talent incommensurable d'Andrew Stanton. » Dans Le Monde, Jean-François Rauger estime que le film « mêle habilement le vieux et le neuf », les effets spéciaux numériques et le récit d'aventure populaire, et indique : « on retrouve avec un plaisir évident un type de récit qui renvoie au cinéma d'aventure hollywoodien et post hollywoodien, et plus particulièrement aux péplums et films mythologiques italiens de la fin des années 1950 et du début des années 1960. » Dans Libération, Olivier Séguret estime que les qualités du film se trouvent ailleurs que dans son intrigue classique et sont à chercher dans l'univers visuel, qui « atteint dans ce film de nouveaux sommets dans l’amplitude et la virtuosité », et dans la touche supplémentaire apportée par le réalisateur : « Impuissant à faire les choix cruels que l’on impose aux enfants devant une vitrine de pâtissier, Stanton se bâfre jusqu’à une certaine outrance, mais nous régale aussi d’une pyrotechnie graphique qui frappe par sa liberté, son déchaînement, sa quête créative intense. » Séguret reconnaît au film une certaine fragilité et apprécie davantage la performance de Taylor Kitsch dans le rôle principal que celle de Lynn Collins.
Parmi les critiques plus moyennes, Patrick Antona, dans Écran large, juge le film « visuellement abouti et crédible », apprécie la fidélité de Stanton à l'œuvre originale de Burroughs, la richesse de l'univers qu'il met en place et l'équilibre réussi entre science-fiction et fantasy, et juge que le réalisateur « réussit son ambitieux pari, même s'il reste quelques scories à évacuer. » Ses regrets portent sur l'inégalité de traitement des personnages, ceux de Carter et de Dejah Thoris ayant tendance à éclipser Sab Than ou Kantos Khan, qui lui semblent « quelque peu caricaturaux et à la limite de la parodie. » Il regrette également la forte part d'exposition du film, mais juge qu'elle prépare bien d'éventuelles suites. Il apprécie enfin la musique de Michael Giacchino. Dans Le Journal du dimanche, Stéphanie Belpêche juge que « malgré des longueurs, on s’embarque sans résistance dans cette épopée qui ne manque pas de souffle et à l’univers codifié très cohérent », et apprécie le jeu de Taylor Kitsch. Dans Ouest-France, Pierre Fornerod loue la réussite visuelle du film, mais reproche au récit son manque de clarté et de fluidité : il estime que le film perd à trop naviguer entre science-fiction, péplum et western et à traiter trop de thèmes à la fois, mais pense qu'il peut néanmoins satisfaire les amateurs du genre.
Les critiques plus sévères reprochent surtout au film les maladresses de son scénario jugé incohérent ou reposant trop sur des clichés. Alexandre Poncet, dans Mad Movies, voit en John Carter « un film ambitieux et attachant, hélas noyé sous des ellipses incessantes et un trop-plein de personnages et d'intrigues secondaires. » Dans Les Inrockuptibles, Romain Blondeau reproche au film à la fois « la laideur de son régime esthétique où se mêlent images d’animation kitsch et prises de vues réelles » et « la permanence d’un récit de SF tel que le cinéma hollywoodien l’écrit depuis des décennies » : il juge le film dépourvu d'inspiration et le scénario cousu de péripéties stéréotypées, et lui préfère l'approche d’Avatar de James Cameron. Il conclut que le film constitue un blockbuster de science fiction divertissant mais qui ne renouvelle pas du tout le genre, à l'exception de quelques scènes de bataille « réellement virtuoses. » Dans L'Express, Julien Welter concède au film la qualité de ses effets spéciaux mais lui reproche un manque cruel d'originalité. Même reproche de la part de Cécile Mury dans Télérama, où elle juge également les comédiens « inexpressifs » et le récit « bâclé ».

### Box-office
| Pays ou région     | Box-office      | Date d'arrêt du box-office | Nombre de semaines |
| ------------------ | --------------- | -------------------------- | ------------------ |
| États-Unis, Canada | 73 078 100 $    | 28 juin 2012               | 16                 |
| Mondial            | 282 778 100 $   | 28 juin 2012               | 16                 |
| France             | 992 287 entrées | 26 juin 2012               | > 4                |

Initialement prévue le 8 juin 2012, la sortie de John Carter a été avancée au 9 mars, période creuse pour les blockbusters[réf. nécessaire]. Le film démarre à la seconde place du box-office américain, mais réalise 30,1 millions de dollars de recettes sur le territoire américain pour son premier week-end d'exploitation, alors que son budget de production est de 250 millions de dollars. Pour sa première semaine d'exploitation, le film ne parvient pas à faire mieux puisqu'il totalise 39 657 453 $ durant cette période. Malgré les mauvais résultats aux États-Unis, John Carter s'en sort mieux à l'étranger, puisque le film totalise, le 18 mars 2012, 126,1 millions de dollars de recettes récoltées, avec pour meilleur score, la Russie et ses 16,5 millions de dollars.
En France, le film fait un bon démarrage avec une seconde place au box-office et 495 099 spectateurs s'étant déplacés en salles. La semaine suivante, le film recule de deux places avec 253 618 entrées, faisant un cumul de 748 717 entrées.
Alors que le film n'est pas encore sorti dans certains pays, The Walt Disney Company informe dans un communiqué le 19 mars que le film est un échec au box-office, et que le studio essuiera une perte de 200 millions de dollars sur le deuxième trimestre fiscal, clos au 31 mars,,,,,. Une telle annonce est sans précédent dans l'industrie hollywoodienne, et indique l'absence de soutien du studio vis-à-vis de John Carter. Malgré les recettes internationales, le film ne rembourse pas son budget intégral, production et promotion comprises, estimé à près de 350 millions de dollars. Ces résultats en font l'un des plus gros échecs au box-office.
Plusieurs journalistes et enquêteurs ont soupçonné que la promotion et la sortie de John Carter ont été délibérément sabotés, afin de valoriser les franchises Marvel et Star Wars. Michael D. Sellers, ancien membre de la CIA, relate son enquête dans le livre John Carter and the Gods of Hollywood. Sellers a également diffusé ses propres bandes-annonces du film pour le mettre plus en valeur, jugeant médiocres celles de Disney. L'échec de la promotion de John Carter, faisant suite à l'autre échec important qu'était le film d'animation Milo sur Mars et à des tensions internes au sein de la direction, provoque la démission de Rich Ross, président des Walt Disney Studios, sous l'impulsion du PDG de Disney Robert A. Iger,.
À la suite des mauvais résultats du film, la trilogie prévue a été annulée et Disney a abandonné ses droits d'adaptation en octobre 2014. Stanton revient au cinéma d'animation en réalisant Le Monde de Dory, qui sort en 2016 et devient le film d'animation le plus rentable de l'année.

## Distinctions
Source : Internet Movie Database

### Récompense
- International Film Music Critics Association Awards 2013 : musique d'un film de science-fiction/horreur pour Michael Giacchino

### Nominations
- International Film Music Critics Association Awards 2013 : meilleure musique de film
- Golden Trailer Awards 2012 : Golden Fleece
- Annie Awards 2013 : meilleurs effets d'animation dans un film en images réelles
- Saturn Awards 2013 : meilleurs effets visuels

## Autour du film
- Le 2 mars 2012, Disney annonce une exposition consacrée au film John Carter du 9 mars au 19 avril 2012 au El Capitan Theatre[49].
- Le film est dédié à la mémoire de Steve Jobs.
- Le film rassemble plusieurs acteurs du casting de la série Rome : Ciarán Hinds, James Purefoy, Nicholas Woodeson et Polly Walker.
- Le personnage du futur romancier Edgar Rice Burroughs est purement imaginaire puisque celui-ci, en 1881, n'avait que six ans dans la réalité.